# Akihiko Hošide
Akihiko Hošide (* 28. prosince 1968, japonsky 星出 彰彦, Hepburnův přepis Akihiko Hoshide) byl původně inženýrem, od února 1999 je astronautem japonské kosmické agentury JAXA. Roku 2008 se zúčastnil letu STS-124 raketoplánu Discovery na Mezinárodní vesmírnou stanici (ISS). Podruhé se na ISS vzlétl roku 2012, tentokrát na celých šest měsíců jako člen Expedice 32 a 33. V současnosti absolvuje svůj třetí let do vesmíru v lodi SpaceX Crew-2.

## Život

### Inženýr
Akihiko Hošide se narodil v Tokiu, studoval strojírenství na Keio University, roku 1992 získal titul bakaláře. Ve studiu pokračoval na University of Houston – absolvoval ji roku 1997 s hodností Master of Science. Už v letech 1992–1994 pracoval ve středisku NASDA v Nagoji, kde se podílel na vývoji nosné rakety H-II. Poté přešel do oddělení NASDA sestavujícího výcvikový program astronautů.

### Astronaut
Roku 1998 se přihlásil do 4. náboru japonské kosmické agentury NASDA (v říjnu 2003 sloučena se dvěma dalšími agenturami v JAXA), úspěšně prošel všemi koly výběru a 10. února 1999 byl zařazen mezi astronauty oddílu NASDA. V dubnu 1999 – lednu 2001 absolvoval kosmonautický výcvik ve středisku JAXA v Cukubě, po jeho ukončení mu JAXA přiznala kvalifikaci astronauta.
V létě 1999 cvičil na černomořském pobřeží společně s ruskými kosmonauty. Srpen – září 2002 strávil na stáži v Evropském astronautickém středisku v Kolíně nad Rýnem. V prvním čtvrtletí 2003 v Cukubě cvičil práci v modulu Kibó. V červenci – září 2003 se ve Středisku přípravy kosmonautů ve Hvězdném městečku seznamoval s lodí Sojuz. Koncem roku 2003 se podílel na vypracování postupu připojení Kibó k ISS (včetně souvisejícího výstupu do kosmu). Poté se vrátil na výcvik do Ruska, zakončený v květnu 2004 získáním kvalifikace palubního inženýra Sojuzu. Od června 2004 procházel v Johnsonovu vesmírném středisku v texaském Houstonu přípravou na let v amerických raketoplánech, kvalifikace letového specialisty mu byla přiznána v únoru 2006. V Houstonu už zůstal, věnoval se přípravě vypuštění modulu Kibó.
V březnu 2007 JAXA oznámila jmenování Hošideho členem posádky letu STS-124, tehdy naplánovaného na únor 2008. Po několika odkladech raketoplán Discovery odstartoval k Mezinárodní vesmírné stanici (ISS) na misi STS-124 31. května 2008, se stanicí se spojil 2. června. Hlavním úkolem astronautů byla doprava a montáž JEM PM (hlavní části modulu Kibó) a manipulátoru JEM RMS, který je součástí téhož modulu. Po instalaci obou částí se 11. června raketoplán oddělil od stanice a 14. června 2008 přistál.
Dne 18. listopadu 2009 oznámila JAXA zařazení Hošideho do Expedice 32 a Expedice 33 se startem v Sojuzu TMA-05M v květnu 2012.
Na palubě kosmické lodi Sojuz TMA-05M odstartoval 15. července 2012 společně s Jurijem Malenčenkem a Sunitou Williansovou z ruského kosmodromu Bajkonur. Na stanici pracoval čtyři měsíce jako palubní inženýr Expedici 32 a 33 a během letu společně s astronautkou Williamsovou třikrát vystoupil ze stanice do volného prostoru, a to na celkovou dobu 21 hodin a 23 minut. Dne 18. listopadu 2012 v 22:26:03 UTC se Hošide s Malenčenkem a Williamsovou se Sojuzem TMA-05M odpojili od stanice a druhý den v 01:53:30 UTC přistáli v kazašské stepi severovýchodně od Arkalyku, druhý Hošideho let trval 126 dní, 23 hodin, 13 minut a 27 sekund.
Dne 28. července 2020 byl jmenován letovým specialistou mise SpaceX Crew-2. Loď, na jejíž palubě byli dále Robert Kimbrough, Katherine McArthurová a Thomas Pesquet, odstartovala 23. dubna 2021 v 9:49 UTC a  24. dubna v 9:08 UTC se připojila k Mezinárodní vesmírné stanici ISS, kde posádka stráví zhruba 200 dní jako součást dlouhodobé posádky Expedice 65. Hošide převzal 27. dubna veleni ISS od Shannon Walkerové, která se poté vrátila na Zemi ve SpaceX Crew-1. Společně s Pesquetem se Hošide 12. července 2021 vydal do volného prostoru, aby – mimo jiné – sestavili a připevnili na část příhradové nosné konstrukce, označovanou P4, speciální konzoli, která později umožní instalaci a roztažení třetího ze šesti nových fotovoltaických panelů iROSA. Tento první výstup z ISS, jehož účastníkem nebyl ani jeden ruský kosmonaut nebo americký astronaut, trval 6 hodin a 54 minut, celková doba čtyř Hošideho výstupů dosáhla 28 hodin a 17 minut. Po odpojení od ISS 8. listopadu 2021 v 19:05 UTC let skončil přistáním 9. listopadu v 03:33 UTC. S dobou trvání 199 dní, 17 hodin a 44 minut se stal nejdelším letem americké kosmické lodi.